# Nivaldo Batista Vieira Filho
Nivaldo Batista Vieira Filho (Rio de Janeiro-RJ, 22 de agosto de 1960), mais conhecido como Careca, é um ex-maratonista brasileiro que competiu na década de 1980.
Duas vezes recordista brasileiro em maratonas, Nivaldo é um dos maiores nomes do atletismo do Clube de Regatas do Flamengo. Não à toa, seu nome está eternizado na Calçada da Fama do Clube.
Até hoje detém o melhor tempo conquistado por brasileiros na Maratona de Roma. Ele terminou a prova, disputada em 18/11/1990, com o tempo de 2hs, 10min e 42seg.

## Carreira
Em 1989 ele foi o terceiro na Maratona de Munique, venceu a Maratona de Hamburgo e foi o sétimo na Maratona de Nova York. No ano seguinte, ele foi oitavo na maratona da primavera em Viena, quinto em Hamburgo e venceu a estreia da maratona de Regensburg. Um décimo lugar na Maratona de Rotterdam de 1991 foi seguido por um quarto lugar na Maratona Internacional da Califórnia de 1993.
Principais resultados
- Fonte:worldathletics.org/[7]

| Ano                    | Competição             | Local                  | Posição                | Evento                      | Notas                  |
| Representando o Brasil | Representando o Brasil | Representando o Brasil | Representando o Brasil | Representando o Brasil      | Representando o Brasil |
| ---------------------- | ---------------------- | ---------------------- | ---------------------- | --------------------------- | ---------------------- |
| 1989                   | Maratona de Munique    | Munique                | 3.º                    | Maratona                    | 2:13:06                |
| 1989                   | Maratona de Hamburgo   | Hamburgo               | 1.º                    | Maratona                    | 2:13:21                |
| 1989                   | 25km de Berlim         | Berlim                 | 7.º                    | Corrida de 25km             | 1:16:29                |
| 1989                   | Grand Prix de Berna    | Berna                  | 7.º                    | Corrida de 10 milhas (16km) | 48:57                  |
| 1990                   | Maratona de Roma       | Roma                   | 1.º                    | Maratona                    | 2:10:42                |
| 1990                   | Maratona de Hamburgo   | Hamburgo               | 5.º                    | Maratona                    | 2:14:42                |
| 1991                   | Maratona de Rotterdam  | Rotterdam              | 10.º                   | Maratona                    | 2:13:36                |
| 1991                   | Maratona de Viena      | Viena                  | 8.º                    | Maratona                    | 2:14:22                |
| 1993                   | Maratona de Sacramento | Sacramento             | 4.º                    | Maratona                    | 2:13:34                |
| 1997                   | Maratona de San Jose   | San Jose               | 1.º                    | Maratona                    | 2:18:59                |

## Conquistas
- 4 vezes vencedor da Corrida de São Sebastião do Rio de Janeiro[8]
- Vencedor da I Corrida Rústica da ACIRJ (1984)[9]
- Vencedor da corrida "Volta do Maracanã" (1991)[10]
- Vencedor da Maratona Eco-Rio (1992)[11]

### Recordes
| Data       | Prova                   | Tempo     | Info | Ref.  |
| ---------- | ----------------------- | --------- | --- | ----- |
| 05/11/1989 | Maratona de Nova Iorque | 2h12min23 | Foi o recordista brasileiro durante 11 meses                                                                                 | [ 3 ] |
| 18/11/1990 | Maratona de Roma        | 2h10min42 | - Foi o recordista brasileiro por pouco mais de 1 mês - Nessa prova, esse continua sendo o melhor tempo entre os brasileiros |       |

## Homenagens
- Em 2012 seu nome foi incluído na Calçada da Fama do Clube de Regatas do Flamengo.[5]